# Dundalk FC
Dundalk FC este un club de fotbal din Comitatul Louth, Irlanda.

## Palmares
- FAI League of Ireland: 11
  - 1932–33, 1962–63, 1966–67, 1975–76, 1978–79, 1981–82, 1987–88, 1990–91, 1994–95, 2000–01,  2008

- Cupa FAI: 11
  - 1942, 1949, 1952, 1958, 1977, 1979, 1981, 1988, 2002, 2015, 2018

- Cupa Ligii Irlandeze: 4 
  - 1977-78, 1980-81, 1986-87, 1989-90

- Scutul Irlandez (Supercupa Irlandei): 2 
  - 1966-67, 1971-72

## Jucători și antrenori notabili

### Jucători
| - Synan Braddish - Ray Bushe - Peter Corr - Harry Beadles - Tony Cousins - Tom Davis - Ken DeMange - Shay Gibbons - Eamonn Gregg - Eoin Hand - Mick Hoy - Dermot Keely - Jimmy Kelly - John Flanagan | - Tommy McConville - Cathal Muckian - Turlough O'Connor - Steve Staunton - Tommy Traynor - Paul Futcher - Jim McLaughlin - Peter McParland - John Hewitt - Dave D'Errico - Kenny Finn - Bobby Smith |

### Antrenori
| - Harry Beadles: 1929-???? - Ned Weir:1948-1950 - Liam Tuohy: 1969-1972 - Fran Brennan: 1973-1974 - Jim McLaughlin: 1974-1983 - John Dempsey: 1983-1984 - Turlough O'Connor: 1985-1994 | - Dermot Keely: 1994-1996 - John Hewitt: 1996 - Martin Murray: 2000-2002 - Jim Gannon: 2004-2005 - John Gill : 2005-2008 - Sean Connor: 2008-Present |